# Скляров Яків Павлович
Я́ків Па́влович Скляро́в (* 15 жовтня 1901, с. Довгалівка, Полтавська губернія — † 1992, м. Львів) — український і радянський фізіолог.
З архівних документів випливає, що його предки походили з запорозьких козаків, які в кінці XVIII століття переселилися до Таганрога. Батько Якова Павловича був матросом, а мати — економкою у заможній графській сім'ї Капністів.
У 1922 році вступив на біологічний факультет Полтавського інституту народної освіти. Після закінчення інституту був мобілізований до Червоної армії, де служив до 1927 року. У 1927 році вступив на лікувальний факультет I-го Харківського медичного інституту. Уже під час навчання він підготував підручники «Неорганічна природа» (1932) і «Фізілогія людини» (1933), які було рекомендовано для учнів робфаків та середніх шкіл. Від 1932 року працював у Харківському, потім Чернівецькому медичних інститутах.
З 1952 року — професор Львівського медичного інституту, керував кафедрою нормальної фізіології до 1974 року. Кафедра досліджувала медіаторно-ферментні процеси в органах травного тракту. Протягом 1952—1970 років був проректором ЛМІ з наукової роботи. Підготував 32 кандидати та 12 докторів наук. Написав 6 монографій та підручник, перекладений згодом японською мовою. Праці присвячені питанням фізіології шлунковокишкового тракту та вищої нервової діяльності.
У Львові мешкав неподалік парку Кайзервальд.
Сини Олександр та Євген — доктори медичних наук, обидва очолюють кафедри Львівського медичного університету ім. Данила Галицького.